# 振売

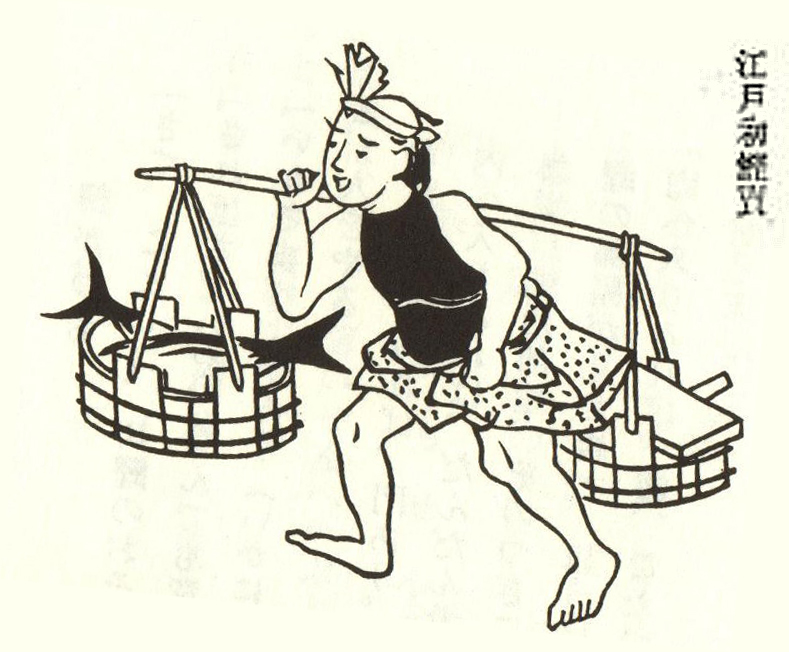
図1、初鰹を売る振売。「守貞漫稿」より

振売・振り売り・振売り（ふりうり）は、近世までの日本で盛んに行われていた商業の一形態である。ざる、木桶、木箱、カゴを前後に取り付けた天秤棒を振り担いで商品またはサービスを売り歩く様からこう呼ばれる（図1参照）。棒手売（ぼてふり）や棒手振り（ぼてふり）、棒商い（ぼうあきない）におなじ。

## 江戸の食事情

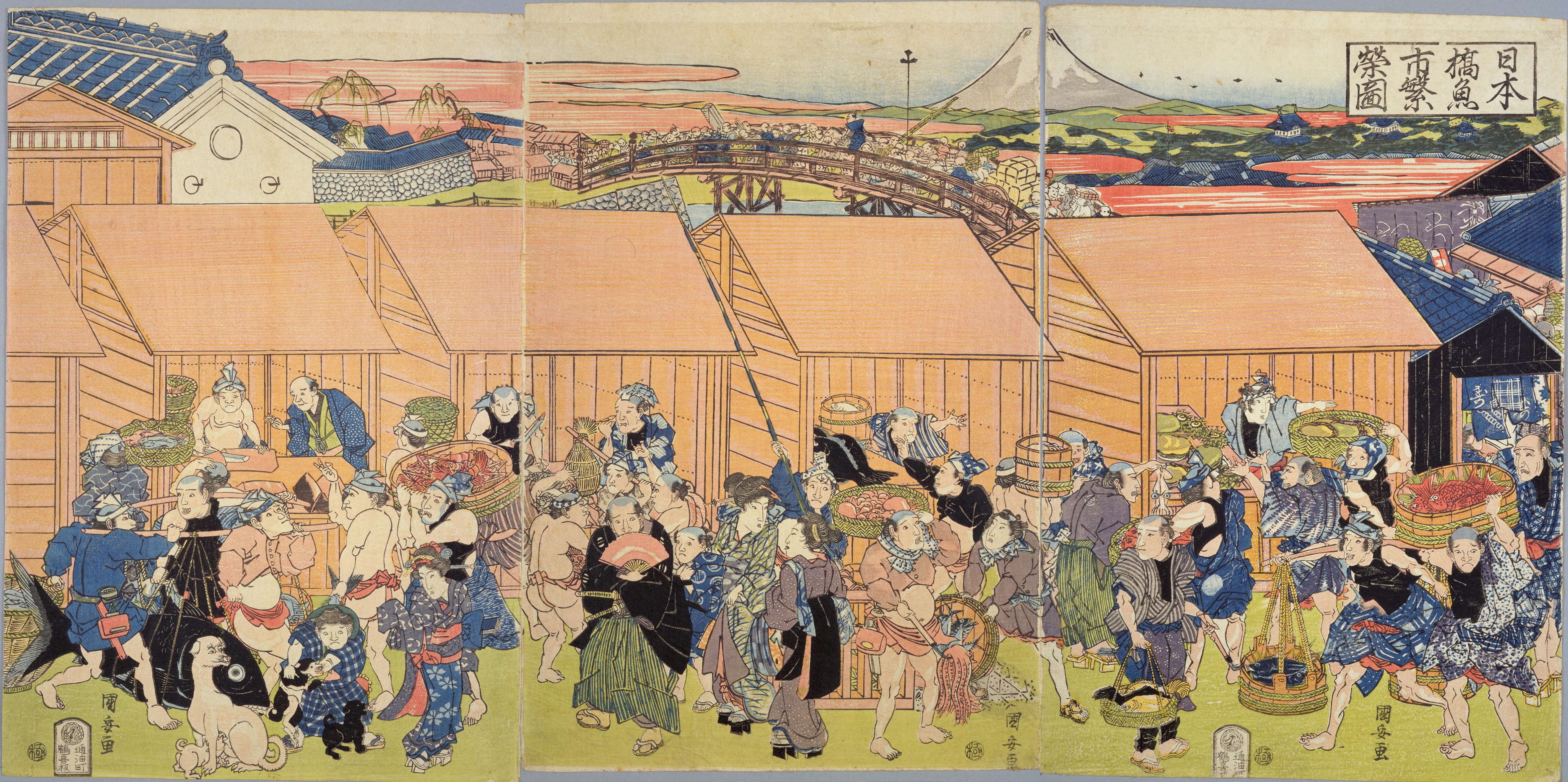
日本橋魚市繁栄図（江戸時代）

室町時代からすでに「振売」「棒手振り」（ぼてふり）と呼ばれていたこの業態が最盛期を迎えたのは、徳川幕府の治める江戸時代であった。
江戸はもともと幕府の計画によって造られた都市で、初期は江戸城を中心として周囲に武家地を造り、そこに商人や職人を住まわせる形で発展していったが、士農工商の職層・階層によって現れた、将軍を筆頭にして、まったく生産的活動を行わない巨大な消費階級である武士たちのために、大量の食料品を供給する必要に迫られていた。
そしてその後も、世の中が平和になるにつれて江戸に移住する人が増えたり、火事が起きて復興作業のためにやってきた人足たちがそのまま住み着くなど、1743年の江戸人別改によれば男性の町人31万、女性21万5千、そこに武士を足せば100万を超えるほどの人が江戸に集まる事となった。
ロンドン、パリを超えた世界最大級の人口密度を持った江戸の街の隅々に食料を供給するために、流通システムも巨大で複雑で細かなものに発展していき、そのシステムの末端が、振売と呼ばれる業種の人々だった。

## 振売商売
振売は火気を持ち歩かず、主に生の食材や調味料、調理済みの食品を売り歩くのが特徴で、食品を扱う商売のなかでも、特別な技術や知識が不要、店を構えるための権利なども不要だったので、簡単に開業する事が出来た。そのため振売は社会的弱者のための職業とされており、幕府は振売のための開業許可を50歳以上の高齢者か15歳以下の若年者もしくは身体が不自由な人物に与える、と触れ書きを出した。
1837年（天保8年）から約30年間書き続けられた『守貞謾稿』には、振売について「三都（江戸・京都・大坂）ともに小民の生業に、売物を担い、あるいは背負い、市街を呼び巡るもの」とあり、社会的弱者も振売によって健全に働き、生活できていたことがうかがえる。
また『守貞謾稿』には「平日より華やかに高く呼ぶ其の詞（ことば）に曰く「たいやたい、なまだこ、まだいー」と呼び行く也」と、魚売りのようすをうかがい知れる文章も残されている。
振売は商売をする場所が決まっておらず、『江戸名所図会』などは振売の描かれていないページのほうが少ないほど、江戸市中いたるところにいた。前述の通り、法律に従えば50歳以上と15歳以下の人間しか振売を開業する事はできないが、『守貞漫稿』のイラストにある振売たちにはその年齢には見えないものも多い。

## 振売の売り物

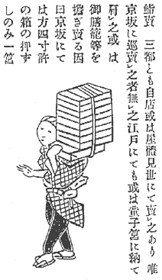
図2、箱詰めのすしを売る振売。「守貞漫稿」より

前述の『守貞謾稿』では、油揚げ、鮮魚・干し魚、貝の剥き身、豆腐、醤油、七味唐辛子、すし（図2）、甘酒、松茸、ぜんざい、汁粉、白玉団子、納豆、海苔、ゆで卵など食品を扱う数十種類の振売商売を紹介している。中でも「冷水売り」は「夏日、清冷の泉を汲み、白糖と寒ざらし粉の団子を加え一椀四文で売る、求めに応じて八文、十二文で売るときは糖を多く加える也、売り詞（ことば）「ひゃっこいーひゃっこい」。一椀たいがい六文、粉玉を用いず白糖のみを加え、冷や水売りと言わず砂糖水売りと言う」と紹介されている。京阪ではこれに似たものを道ばたで売っている。
中には悪徳な商売をする振売もいた。『守貞謾稿』で「妖売」とあり、「これは種々の贋物を欺き売るを業とする者也”とあり、“鶏、雁などの肉を去り、豆腐殻などを肉として売る。この類、そのほか種々の謀計を旨とする也」と書かれている。
『守貞謾稿』には食品以外にもほうき、花、風鈴、銅の器、もぐさ、暦、筆墨、樽、桶、焚付け用の木くず、笊、蚊帳、草履、蓑笠、植木、小太鼓、シャボン玉など日用品や子供のおもちゃ、果ては金魚、鈴虫・松虫などの鳴き声の良い昆虫、錦鯉など愛玩動物を商う振売も紹介されており、その中には現代も残っている「さおだけ売り」や、相撲の勝負の結果を早刷りにして売る「勝負付売り」も紹介されている。
江戸幕府は、庶民の暮らしが豪華になるとそれを「身分不相応」として取り締まることが多くあり、1つ六十文もするような高級なすしを作る職人を捕らえたとある。
- 図2のすし売りの項抜粋
「江戸では近年京阪のように箱ずしは廃れて、握りずしのみ。握り飯の上に卵焼き、アワビ、マグロの刺身、海老のそぼろ、小鯛、コハダ、白魚、タコなどが普通。そのほか様々を作る。みな各一種を握り飯の上に置く。巻きずしをのり巻きといい、カンピョウだけを入れる。新生姜も古生姜も酢に漬けず、弱蓼と二種を添える。また、毛抜きずしと言うのは握りずしを一つずつ熊笹に巻いて押してあり、一つで六文ぐらい。他に毛抜きずしを高く売るものが多く、一つで四文から五、六十文ぐらいまでした。天保の時、高いすしを売る者二百人余り捕らえて手鎖の刑にした。その後は四文八文だったが、近年命令がゆるんで、二〜三十文のすしを作る者がいる」

## サービスを売る振売
食品、日用品を売るほかに、生活の中で必要なサービスを売り歩くもの、ある種の物品を買い歩くものも存在した。前者は錠前直し、メガネ直し、割れ鍋直し、あんま、下駄の歯の修繕、鏡磨き、割れた陶器の修繕、たがの緩んだ樽の修繕、ねずみ取り、そろばんの修理、こたつやぐらの修繕、羽織の組紐の修繕、行灯と提灯の修繕、看板の文字書きなど。修理用の道具や材料を入れた箱などを天秤棒にぶら下げて歩く姿は普通の振売と全く変わらない。単純に食品を売るよりも、多少の職人技が求められる。
後者は紙くず、かまどの灰、古着、古傘、溶けて流れ落ちたろうそくのカスを買い歩く。江戸時代においては紙は浅草紙等など再生紙として利用しており、買い集め溶かしてすき直し、再生した。かまどの灰は畑の肥料に使い、古着は仕立て直すか布地に再生し、古傘は張り直して使い、ろうそくのカスは集めて溶かして芯を入れ直せば新しいろうそくとして売り出すことができた。